# برنسيس جوليا
برنسيس جوليا (بالإنجليزية: Princess Julia)‏ هي صحفية الموسيقى بريطانية، ولدت في 1960 في Hackney Central ‏ في المملكة المتحدة.

## وصلات خارجية
- الموقع الرسمي